# Bajo las riendas del amor
 (срп. Под уздама љубави) мексичко-америчка је теленовела, продукцијских кућа Телевиса и Фоновидео, снимана 2007.

## Синопсис
Монсерат је срећна девојка која има све о чему девојке сањају, јединица је, има добро образовање и богата је. Упркос безусловној љубави која је окружује и породице коју је одувек подржавала, никада се није слагала са рођаком Ингрид, која је презире и поред чињенице да годинама живи на рачун великодушне рођаке.
Њен „савршени свет“ изненада се руши, откривши да ју је вереник Виктор неколико дана пре венчања преварио са Ингрид. Међутим, долазак младог фотографа Хуан Хосеа, доброг младића кога прати репутација женскароша, много ствари ће се променити, Ингрид и Монсерат ће водити битку око његове наклоности. Желећи да је се заувек отараси, Ингрид проузрокује несрећу током такмичења јахања, због које Монсерат остаје непокретна. Али, крај сплеткама и лажима се ту не зауставља, као ни бесконачна љубав Хуана Хосеа и Монсерат.

## Глумачка постава

### Главне улоге
| Глумац:          | Улога:                   |
| ---------------- | ------------------------ |
| Адријана Фонсека | Монсерат Монтсе Линарес  |
| Габријел Сото    | Хуан Хосе Хуанхо Алварез |

### Споредне улоге
| Глумац:            | Улога:              |
| ------------------ | ------------------- |
| Адамари Лопез      | Ингрид Линарес      |
| Виктор Камара      | Антонио Линарес     |
| Ариел Лопез Падиља | Хоакин Коркуера     |
| Хулијета Росен     | Елоиса              |
| Виктор Гонзалес    | Виктор Коркуера     |
| Елус Пераза        | Викторија Роман     |
| Алма Делфина       | Роса Нието          |
| Ектор Суарез       | дон Лупе            |
| Абрахам Рамос      | Себастијан Коркуера |
| Росана Сан Хуан    | Клаудија Гарсија    |
| Едуардо Родригез   | Енрике Фернандез    |
| Пабло Азар         | Данијел Линарес     |
| Ђералдин Базан     | Вероника Орозко     |
| Алберто Салабери   | Чеко                |
| Роландо Тарахано   | Гонзало             |
| Норма Зуњига       | Амелиа              |
| Евелин Сантос      | Норма               |
| Палома Маркез      | Пили                |
| Вања Валенсија     | Химена              |
| Мелвин Кабрера     | Пако                |
| Џонатан Кабаљеро   | Бени                |
| Химена Ерера       | Марипаз Гарсија     |
| Росина Хросо       | Карола              |
| Кати Серано        | Венди               |
| Раул Изагире       | професор Изагире    |
| Карла Родригез     | Јоланда             |
| Алехандро Спејтзер | Антонио Тоњито      |